# Sayapuram
Sayapuram là một thị xã panchayat của quận Toothukudi thuộc bang Tamil Nadu, Ấn Độ.

## Nhân khẩu
Theo điều tra dân số năm 2001 của Ấn Độ, Sayapuram có dân số 12.772 người. Phái nam chiếm 49% tổng số dân và phái nữ chiếm 51%. Sayapuram có tỷ lệ 80% biết đọc biết viết, cao hơn tỷ lệ trung bình toàn quốc là 59,5%: tỷ lệ cho phái nam là 82%, và tỷ lệ cho phái nữ là 77%. Tại Sayapuram, 11% dân số nhỏ hơn 6 tuổi.